# Negrosglasögonfågel
Negrosglasögonfågel (Zosterornis nigrorum) är en starkt utrotningshotad fågel i familjen glasögonfåglar som enbart förekommer på en ö i Filippinerna.

## Utseende och läten
Negrosglasögonfågeln är en 13 cm lång fågel med rätt lång, mörkgrå näbb. Ovansidan är varmt olivbrun, undersidan vitaktig med ganska breda, kontrasterande mörka streck på flankerna och gulaktig anstrykning på undergumpen. Den har en vitaktig ring runt ögat och en tydlig svart "mask". Det ljusa och tunna lätet beskrivs som ett "tsip-tsip-tsip" som ofta återges som drillar.

## Utbredning och systematik
Negrosglasögonfågeln förekommer enbart i bergsskogar på Negros i Filippinerna. Liksom flera andra glasögonfåglar i Filippinerna behandlades den tidigare som en medlem av familjen timalior (Timaliidae), då i släktet Stachyris. Genetiska studier visar dock att de är en del av glasögonfåglarna.

## Levnadssätt
Negrosglasögonfågeln förekommer i bergsskogar mellan 950 och 1600 meters höjd. Den verkar tolerera områden påverkade av skogsavverkningar. Födan består av insekter och små frukter som den söker efter i undervegetationen, dock tillfälligt upp till 20 meters höjd i trädtaket. Arten hittas enstaka, i par eller i smågrupper om upp till 20 fåglar, ibland också i artblandade flockar tillsammans med filippinbulbyl, sångglasögonfågel, blåhuvad solfjäderstjärt och praktmes.

## Status
Negrosglasögonfågeln har ett mycket litet utbredningsområde och ett begränsat bestånd uppskattat till endast 750–2300 adulta individer. Den är enbart känd från Mount Talini med omgiviningar, där habitatförstörelse och degradering påverkar artens bestånd negativt. Internationella naturvårdsunionen IUCN kategoriserar därför arten som starkt hotad.